# Hypolycaena varnieri
Hypolycaena varnieri är en fjärilsart som beskrevs av Henry Stempffer 1944. Hypolycaena varnieri ingår i släktet Hypolycaena och familjen juvelvingar. Inga underarter finns listade i Catalogue of Life.